# 塞勒圣但尼
塞勒圣但尼（法語：Selles-Saint-Denis，法語發音：[sɛl sɛ̃ dəni]）是法国卢瓦-谢尔省的一个市镇，位于该省东南部，属于罗莫朗坦-朗特奈区。

## 地理
塞勒圣但尼（47°23'9"N, 1°55'21"E）面积50.98 平方千米，位于法国中央-卢瓦尔河谷大区卢瓦-谢尔省，该省份为法国中北部省份，北起厄尔-卢瓦省，东北接卢瓦雷省，东南接谢尔省，南至安德尔省，西南接安德尔-卢瓦尔省，西北接萨尔特省。
与塞勒圣但尼接壤的市镇（或旧市镇、城区）包括：马西伊昂戈、谢尔河畔沙特尔、安博堡、谢尔河畔朗贡、洛勒、维勒埃尔维耶。

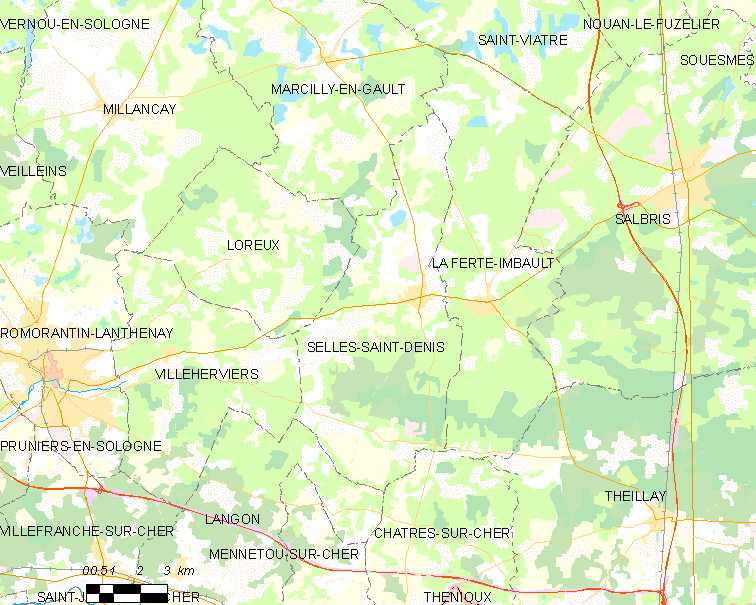
塞勒圣但尼的OSM定位图

塞勒圣但尼的时区为UTC+01:00、UTC+02:00（夏令时）。

## 行政
塞勒圣但尼的邮政编码为41300，INSEE市镇编码为41241。

## 政治
塞勒圣但尼所属的省级选区为拉索洛涅县。

## 人口

1962-2008年间塞勒圣但尼人口变化图示

塞勒圣但尼于2022年1月1日时的人口数量为1340人。